# イーグル島 (南極)
座標: 南緯63度39分 西経57度27分 / 南緯63.65度 西経57.45度

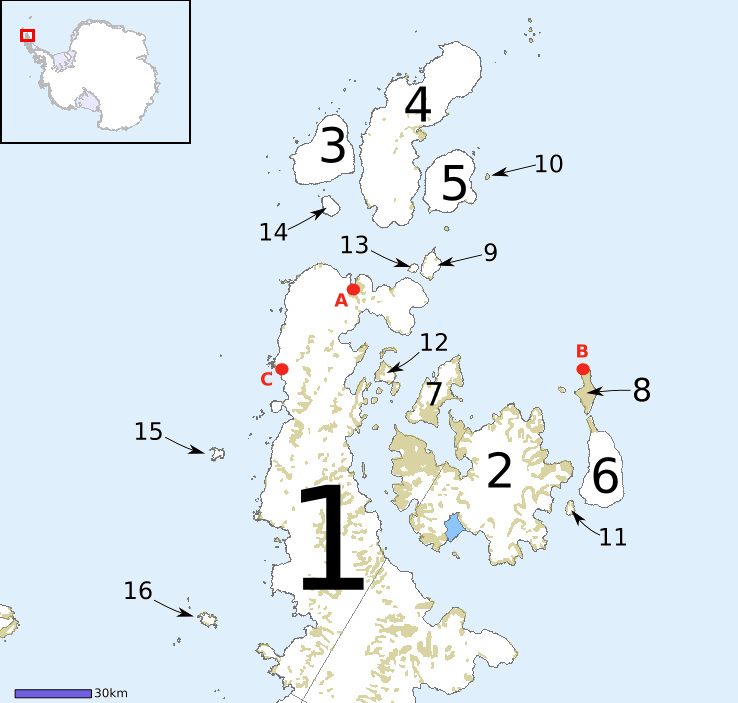
グレアムランド北部と周辺の島々
1 南極半島（トリニティ半島）、2 ジェイムズ・ロス島、3 デュルヴィル島、4 ジョインビル島、5 ダンディー島、6 スノー・ヒル島、7 ヴェガ島、8 シーモア島、9 アンダーソン島、10 ポーレット島、11 ロッキャー島、12 イーグル島、13 ヨナセン島、14 ブランスフィールド島、15 アストロラーベ島、16 タワー島

イーグル島（英語: Eagle Island）は、南極半島（グレアムランド）先端部、トリニティ半島と呼ばれる半島の周囲にいくつかある島の1つである。南極大陸とは、幅1.77kmのアリプレリ海峡で隔てられている。

## 地図
- Trinity Peninsula. Scale 1:250000 topographic map.  Institut für Angewandte Geodäsie and British Antarctic Survey, 1996.